# Salir pitando
Salir pitando (Brasil: Apitando no Amor / Portugal: Apito Final) é um filme de estrada de comédia dramática produzido na Espanha em 2007.
Parte das cenas do filmes foram rodadas no estádio Nuevo Colombino durante uma partida real da Liga Espanhola entre o Recreativo de Huelva e o Valencia CF e a história está baseada em uma polêmica arbitragem real de um assistente (Rafa Guerrero) entre o Real Zaragoza e o FC Barcelona anos atrás.

## Sinopse
José Luis Ratón Pérez (Guillermo Toledo) é um árbitro de La Liga, que volta a arbitrar uma partida meses depois de ser acusado de ser um juiz "caseiro". Fora dos campos, acaba de descobrir que sua ex mulher Eva (Lidia Navarro) está saindo com outro homem, um lojista que também o auxilia na arbitragem.
A partida entre o Recreativo de Huelva e o Valencia CF, é o mais importante do ano e vai decidir se o Recreativo de Huelva disputará a UEFA Europa League ou se o Valencia ganhará a primeira divisão espanhola. As complicações acontecem na viagem até Huelva, passando por Granada, junto com seus dois amigos e assistentes para poder realizar seu trabalho.

## Elenco
- Guillermo Toledo ..... José Luís
- Javier Gutiérrez ..... Rafa
- Antonio de la Torre ..... Juanfran
- Nathalie Poza ..... Yolanda
- Lidia Navarro ..... Eva
- Josep Compte ..... Verguilla
- Íñigo Navares ..... Jorge
- Ales Furundarena ..... Echevarría
- Joshean Mauleón ..... Mariano
- Raúl Tejón ..... Hincha Valencia
- Chiqui Fernández ..... Alícia
- Sebastián Haro ..... Alfredo
- Paco Churruca ..... Piloto

## Ligaçõex externas
- Página oficial